# Disonycha comma
Disonycha comma es una especie de insecto coleóptero de la familia Chrysomelidae. Fue descrita científicamente en 1990 por White.